# Saint-Hilaire-les-Courbes
Saint-Hilaire-les-Courbes är en kommun i departementet Corrèze i regionen Nouvelle-Aquitaine i de centrala delarna av Frankrike. Kommunen ligger  i kantonen Treignac som tillhör arrondissementet Tulle. År 2022 hade Saint-Hilaire-les-Courbes 173 invånare.

## Befolkningsutveckling
Antalet invånare i kommunen Saint-Hilaire-les-Courbes
Referens:INSEE